# 宝城镇
宝城镇，是中华人民共和国四川省达州市渠县下辖的一个乡镇级行政单位。2019年12月，撤销射洪乡，将原射洪乡马鞍村所属行政区域划归宝城镇管辖。

## 行政区划
宝城镇下辖以下地区：
宝城社区、宝城村、和平村、新民村、马头村、青龙村、复兴村、观龙村、连丰村、沙坡村、石庙村和石桌村。